# Canton de Bordères-sur-l'Échez
Le canton de Bordères-sur-l'Échez est un canton français située dans le département des Hautes-Pyrénées et la région Occitanie.

## Histoire
Le canton a été créé par le décret du 20 janvier 1982 scindant le canton d'Aureilhan.
Par décret du 25 février 2014, le nombre de cantons du département est divisé par deux, avec mise en application aux élections départementales de mars 2015. Le canton de Bordères-sur-l'Échez est conservé et est réduit. Il passe de 11 à 7 communes.

## Représentation

### Conseillers généraux de 1982 à 2015
| Période | Période | Identité                          | Étiquette   | Qualité                                                |
| ------- | ------- | --------------------------------- | ----------- | ------------------------------------------------------ |
| 1982    | 1985    | Claude Dhugues                    | PCF         | Ajusteur                                               |
| 1985    | 1992    | Roger Paul                        | PCF         | Employé SNCF Maire de Bordères-sur-l'Échez (1983-1989) |
| 1992    | 1998    | Francis Tarissan                  | PS          | Maire de Bordères-sur-l'Échez (1989-2008)              |
| 1998    | 2004    | Christian Paul Fils de Roger Paul | SE puis PRG | Hôtelier Conseiller municipal de Bordères-sur-l'Échez  |
| 2004    | 2011    | Daniel Frossard                   | PS          | Fonctionnaire Maire d'Ibos (1989-2013)                 |
| 2011    | 2015    | Jean Buron                        | PCF         | Retraité de l'enseignement Maire de Bazet depuis 1995  |

### Conseillers départementaux à partir de 2015
| Période élective | Période élective | Mandat | Mandat   | Identité       | Nuance | Nuance | Qualité |
| ---------------- | ---------------- | ------ | -------- | -------------- | ------ | ------ | --- |
| 2015             | 2021             | 2015   | 2021     | Jean Buron     |        | PCF    | Retraité de l'enseignement Maire de Bazet depuis 1995 10e vice-président du Conseil Départemental, chargé des routes et des transports |
| 2015             | 2021             | 2015   | 2021     | Andrée Souquet |        | PCF    | Ouvrière Adjointe au maire de Bazet |
| 2021             | 2028             | 2021   | en cours | Jean Buron     |        | PCF    | Conseiller sortant, 5ème Vice-Président du conseil départemental                                                                       |
| 2021             | 2028             | 2021   | en cours | Andrée Souquet |        | PCF    | Conseillère sortante |

### Résultats détaillés

#### Élections de mars 2015
À l'issue du 1er tour des élections départementales de 2015, deux binômes sont en ballottage : Jean Buron et Andrée Souquet (FG, 28,93 %) et Christian Paul et Gisèle Verdeil (DVG, 24,78 %). Le taux de participation est de 55,68 % (5 762 votants sur 10 349 inscrits) contre 54,65 % au niveau départemental et 50,17 % au niveau national.
Au second tour, Jean Buron et Andrée Souquet (FG) sont élus avec 53,82 % des suffrages exprimés et un taux de participation de 54,01 % (2 544 voix pour 5 589 votants et 10 349 inscrits).

#### Élections de juin 2021
Le premier tour des élections départementales de 2021 est marqué par un très faible taux de participation (33,26 % au niveau national). Dans le canton de Bordères-sur-l'Échez, ce taux de participation est de 35,03 % (3 903 votants sur 11 143 inscrits) contre 39,47 % au niveau départemental. À l'issue de ce premier tour, deux binômes sont en ballottage : Jean Buron et Andrée Souquet (PCF, 45,69 %) et Michelle Riquelme et Guillaume Rossic (Divers, 34,84 %).
Le second tour des élections est marqué une nouvelle fois par une abstention massive équivalente au premier tour. Les taux de participation sont de 34,36 % au niveau national, 39,92 % dans le département et 37,27 % dans le canton de Bordères-sur-l'Échez. Jean Buron et Andrée Souquet (PCF) sont élus avec 52,42 % des suffrages exprimés (2 003 voix pour 4 153 votants et 11 144 inscrits),,.

## Composition

### Composition de 1982 à 2015
Le canton de Bordères-sur-l'Échez regroupait 11 communes.
| Nom                              | Code Insee | Codepostal | Superficie (km2) | Population (dernière pop. légale) | Densité (hab./km2) |
| -------------------------------- | ---------- | ---------- | ---------------- | --------------------------------- | ------------------ |
| Bordères-sur-l'Échez (chef-lieu) | 65100      | 65320      | 15,95            | 4 639 (2012)                      | 291                |
| Aurensan                         | 65048      | 65390      | 7,11             | 768 (2012)                        | 108                |
| Bazet                            | 65072      | 65460      | 2,84             | 1 646 (2012)                      | 580                |
| Gayan                            | 65189      | 65320      | 2,78             | 251 (2012)                        | 90                 |
| Ibos                             | 65226      | 65420      | 32,88            | 2 778 (2012)                      | 84                 |
| Lagarde                          | 65244      | 65320      | 4,91             | 479 (2012)                        | 98                 |
| Oroix                            | 65341      | 65320      | 8,90             | 119 (2012)                        | 13                 |
| Oursbelille                      | 65350      | 65490      | 11,33            | 1 221 (2012)                      | 108                |
| Pintac                           | 65364      | 65320      | 1,49             | 28 (2012)                         | 19                 |
| Sarniguet                        | 65406      | 65390      | 2,07             | 240 (2012)                        | 116                |
| Tarasteix                        | 65439      | 65320      | 9,85             | 269 (2012)                        | 27                 |

### Composition depuis 2015
Le canton de Bordères-sur-l'Échez est désormais composé de sept communes.
| Nom                                          | Code Insee | Intercommunalité           | Superficie (km2) | Population (dernière pop. légale) | Densité (hab./km2) | Modifier                                    |
| -------------------------------------------- | ---------- | -------------------------- | ---------------- | --------------------------------- | ------------------ | ------------------------------------------- |
| Bordères-sur-l'Échez (bureau centralisateur) | 65100      | CA Tarbes-Lourdes-Pyrénées | 15,95            | 5 394 (2022)                      | 338                | modifier les données · modifier les données |
| Bazet                                        | 65072      | CA Tarbes-Lourdes-Pyrénées | 2,84             | 1 877 (2022)                      | 661                | modifier les données · modifier les données |
| Bours                                        | 65108      | CA Tarbes-Lourdes-Pyrénées | 4,68             | 889 (2022)                        | 190                | modifier les données · modifier les données |
| Chis                                         | 65146      | CA Tarbes-Lourdes-Pyrénées | 3,74             | 302 (2022)                        | 81                 | modifier les données · modifier les données |
| Ibos                                         | 65226      | CA Tarbes-Lourdes-Pyrénées | 32,88            | 2 921 (2022)                      | 89                 | modifier les données · modifier les données |
| Orleix                                       | 65340      | CA Tarbes-Lourdes-Pyrénées | 8,28             | 1 929 (2022)                      | 233                | modifier les données · modifier les données |
| Oursbelille                                  | 65350      | CA Tarbes-Lourdes-Pyrénées | 11,33            | 1 215 (2022)                      | 107                | modifier les données · modifier les données |
| Canton de Bordères-sur-l'Échez               | 6502       |                            | 79,70            | 14 527 (2022)                     | 182                | modifier les données                        |

## Démographie

### Démographie avant 2015
| 1982   | 1990   | 1999   | 2006   | 2011   | 2012   |
| ------ | ------ | ------ | ------ | ------ | ------ |
| 10 393 | 10 721 | 10 788 | 11 263 | 12 166 | 12 438 |

### Démographie depuis 2015
En 2022, le canton comptait 14 527 habitants, en évolution de +2,37 % par rapport à 2016 (Hautes-Pyrénées : +1,59 %, France hors Mayotte : +2,11 %).
| 2013   | 2018   | 2022   |
| ------ | ------ | ------ |
| 13 516 | 14 447 | 14 527 |